# The Weather Man
Pour plus de détails, voir Fiche technique et Distribution.
The Weather Man ou Monsieur Météo au Québec est un film américain réalisé par Gore Verbinski et sorti en 2005.
Il reçoit à sa sortie des critiques mitigées et est un échec commercial.

## Synopsis
David Spritz est un présentateur météo à succès sur une chaine de télévision de Chicago. Souvent victime de citoyens mécontents de ses prévisions, David n'est pas satisfait de sa situation professionnelle et est en pleine crise de milieu de vie. Sur le plan personnel ce n'est pas mieux : il se sent également éclipsé par son père Robert, un écrivain à succès lauréat du prix Pulitzer. David apprend que son père à un lymphome. David est sur le point de passer une audition à New York pour une émission matinale diffusée sur une chaine nationale. Il souhaite par ailleurs se réconcilier avec son ex-femme et ses enfants.

## Fiche technique
- Titre français et original : The Weather Man
- Titre québécois : Monsieur Météo
- Réalisation : Gore Verbinski
- Scénario : Steve Conrad
- Musique : Hans Zimmer
- Photographie : Phedon Papamichael
- Montage : Craig Wood
- Costumes : Penny Rose
- Production : Todd Black, Jason Blumenthal et Steve Tisch
- Production déléguée : David Alper, William S. Beasley et Norman Golightly
- Distribution : United International Pictures (France), Paramount Pictures (États-Unis)
- Pays de production :  États-Unis
- Langue originale : anglais
- Format : couleur
- Durée : 101 minutes
- Budget : 22 000 000 $[1]
- Genre : comédie noire, comédie dramatique
- Dates de sortie :
  - États-Unis : 20 octobre 2005 (1re mondiale au festival de Chicago)
  - États-Unis : 28 octobre 2005
  - Belgique : 23 novembre 2005
  - France : 30 novembre 2005
  - Suisse : 8 février 2006

## Distribution
- Nicolas Cage (VF : Dominique Collignon-Maurin ; VQ : Benoît Rousseau) : David Spritz
- Michael Caine (VF : Bernard Tiphaine ; VQ : Vincent Davy) : Robert Spritzel
- Hope Davis (VQ : Nathalie Coupal) : Noreen
- Gemmenne de la Peña (VQ : Charlotte Mondoux) : Shelly
- Nicholas Hoult (VQ : Xavier Dolan) : Mike
- Michael Rispoli (VF : Stéphane Bazin ; VQ : Denis Mercier) : Russ
- Gil Bellows (VF : Thierry Ragueneau ; VQ : Pierre Auger) : Don
- Judith McConnell (VQ : Françoise Faucher) : Lauren
- Dina Facklis : Andrea
- DeAnna N.J. Brooks : une employée
- Sia A. Moody : la baby-sitter
- Bryant Gumbel : lui-même
- Ed McMahon : lui-même
- Wolfgang Puck : lui-même

Sources et légende : Version française (VF) sur RS Doublage Version québécoise (VQ) sur Doublage QC.

## Production
Le studio Paramount préférait tourner au Canada pour des raisons économiques. Nicolas Cage et le réalisateur Gore Verbinski ont cependant insisté pour filmer à Chicago, où se déroule réellement l'intrigue. L'équipe a cependant du s’accommoder avec une météo plus chaude que prévu ; le décorateur Tom Duffield a ainsi du recréer artificiellement de la neige. Le tournage a lieu dans d'autres villes de l'Illinois comme Plainfield, Evanston et Skokie.

## Sortie et accueil

### Critique
Sur l’agrégateur de critiques Rotten Tomatoes, il obtient 60% d'avis favorables pour 136 critiques et une note moyenne de 6,2⁄10. Le consensus suivant résume les critiques compilées par le site : « Avec de belles performances et un sens de l'humour sombre et sec, The Weather Man est principalement nuageux avec des rayons de soleil occasionnels ». Sur Metacritic, qui utilise une moyenne pondérée, le film obtient une note de 61⁄100 pour 37 critiques.
Sur le site AlloCiné, qui recense 9 critiques de presse, le film obtient la note moyenne de 4,3⁄5
.

### Box-office
| Pays ou région     | Box-office    | Date d'arrêt du box-office | Nombre de semaines |
| ------------------ | ------------- | -------------------------- | ------------------ |
| États-Unis, Canada | 12 482 775 $  | 22 décembre 2005           | 8                  |
| France             | 3 687 entrées | -                          | -                  |
| Total mondial      | 19 126 398 $  |                            |                    |